# 1859 год в истории железнодорожного транспорта
1859 год в истории железнодорожного транспорта

## События
- 10 (22) февраля открыто пассажирское движение на участке Луга — Псков Петербурго-Варшавской ж. д. (протяжённостью 128 верст)[1].
- 11 февраля в США начато строительство Atchison, Topeka and Santa Fe Railway
- 21 июля по старому стилю вступила в строй железная дорога Петербург — Царское Село.
- В Парагвае открыта первая железнодорожная линия длиной 72 километра[2].

## Персоны

### Скончались
- 12 октября — Роберт Стефенсон (род. 1803) — английский инженер — строитель. Единственный сын знаменитого Джорджа Стефенсона.